# Weird Al Yankovic (album)
Albums de Weird Al Yankovic
Weird Al Yankovic in 3-D
(1984)
Weird Al Yankovic est le premier album du parodiste Weird Al Yankovic sorti en 1983.

## Titres
| 1. | Ricky                       | Mike Chapman, Nicky Chinn, Weird Al Yankovic | Mickey de Toni Basil                                                            | 2:36 |
| 2. | Gotta Boogie                | Weird Al Yankovic                            |                                                                                 | 2:14 |
| 3. | I Love Rocky Road           | Alan Merrill, Jake Hooker, Weird Al Yankovic | I Love Rock 'n' Roll de Joan Jett & the Blackhearts                             | 2:36 |
| 4. | Buckingham Blues            | Weird Al Yankovic                            |                                                                                 | 3:13 |
| 5. | Happy Birthday              | Weird Al Yankovic                            | Tonio K (en)                                                                    | 2:28 |
| 6. | Stop Draggin' My Car Around | Tom Petty, Mike Campbell, Weird Al Yankovic  | Stop Draggin' My Heart Around de Stevie Nicks & Tom Petty and the Heartbreakers | 3:16 |

| 7.  | My Bologna                   | Doug Fieger, Berton Averre (en), Weird Al Yankovic | My Sharona de The Knack             | 2:01 |
| 8.  | The Check's in the Mail      | Weird Al Yankovic                                  |                                     | 3:13 |
| 9.  | Another One Rides the Bus    | John Deacon, Weird Al Yankovic                     | Another One Bites the Dust de Queen | 2:40 |
| 10. | I'll Be Mellow When I'm Dead | Weird Al Yankovic                                  |                                     | 3:39 |
| 11. | Such a Groovy Guy            | Weird Al Yankovic                                  |                                     | 3:02 |
| 12. | Mr. Frump in the Iron Lung   | Weird Al Yankovic                                  |                                     | 1:54 |